# Radujevac (gmina Negotin)
Radujevac (cyr. Радујевац) – wieś w Serbii, w okręgu borskim, w gminie Negotin. W 2011 roku liczyła 1211 mieszkańców.